# Хабаров, Владимир Петрович
Влади́мир Петро́вич Хабаро́в (род. 7 марта 1952, Тюрикова, Курганская область) — российский государственный и партийный деятель. Председатель Курганской областной Думы пятого созыва (2012—2015). Член Президиума Регионального политического совета Курганского регионального отделения Всероссийской политической партии «Единая Россия» (2013—2016).

## Биография
Владимир Петрович Хабаров родился 7 марта 1952 года в деревне Тюриковой Красномыльского сельсовета Шадринского района Курганской области, ныне деревня входит в Шадринский муниципальный округ той же области.
После службы в Советской Армии учился в Шадринском индустриально-педагогическом техникуме по специальности «Техник-механик».
В 1976 году продолжил обучение в Челябинском институте механизации и электрификации сельского хозяйства. Параллельно с получением высшего образования работал на сельскохозяйственных предприятиях Шадринского района.
Около 35 лет работал в колхозе «Рассвет» Шадринского района (в настоящее время – СХК Колхоз «Рассвет»), село Красномыльское, из них 25 лет председателем колхоза.
Избирался депутатом Шадринской районной Думы I—IV созывов, в 1999 и с 2004 по 2010 гг. работал председателем Шадринской районной Думы.
Был секретарём политического совета Шадринского районного местного отделения ВПП «Единая Россия». 8 ноября 2012 года сроком на пять лет Секретарем Шадринского районного местного отделения избран Глава Шадринского района Осокин Владимир Валерьевич, получивший в свою поддержку 92,54 % голосов делегатов.
14 марта 2010 года избран депутатом Курганской областной Думы V созыва по списку Курганского регионального отделения политической партии «Единая Россия», № 8 — Шадринская 2 региональная группа (Шадринск, Шадринский район).
5 октября 2011 года избран первым заместителем Председателя Курганской областной Думы. Одновременно он — член комитета областной Думы по аграрной политике и природным ресурсам, член комитета областной Думы по законодательству и государственному строительству.
25 декабря 2012 года Председатель Курганской областной Думы Владимир Николаевич Казаков был освобождён от занимаемой должности. Исполнение обязанностей возложено на первого заместителя Председателя Курганской областной Думы Владимира Петровича Хабарова.
26 декабря 2012 года в Кургане завершила свою работу Конференция регионального отделения партии «Единая Россия». Согласно Уставу путём тайного голосования на альтернативной основе абсолютным большинством голосов был избран кандидатом на пост Председателя Курганской областной Думы первый заместитель Председателя, член Президиума регионального Политсовета Владимир Хабаров. За его кандидатуру из 149 делегатов со всей области проголосовали 123, за второго кандидата Владимира Тихоновича Остапенко проголосовало 14 человек, 12 бюллетеней признаны недействительными. Кандидатура Владимира Хабарова была поддержана Генеральным советом партии.
Член Президиума Регионального политического совета Курганского регионального отделения Всероссийской политической партии «Единая Россия» (2013—2016).
18 января 2013 года на внеочередном заседании Курганской областной Думы руководитель фракции «Единая Россия» Владимир Николаевич Алейников выдвинул, согласно Уставу Думы, от имени 19 депутатов кандидатуру Владимира Хабарова, который оказался единственным в списке претендентов на высокий пост. В тайном голосовании приняли участие 28 депутатов, присутствовавших на заседании. За нового руководителя голосовали 28 депутатов из 34, 6 парламентариев отсутствовали по уважительным причинам. За избрание Владимира Хабарова Председателем областной Думы проголосовали 27 депутатов регионального парламента, 1 - против. В результате Председателем Курганской областной Думы избран Владимир Хабаров. От фракции КПРФ на заседании Думы присутствовало всего два человека (двое членов фракции находились на лечении в санатории). Кроме того, руководитель фракции КПРФ Василий Александрович Кислицын, находившийся в запланированной командировке в Москве направил в Думу письмо, где просил считать его голос против проведения заседания и повестки Думы.
13 сентября 2015 года избран депутатом Курганской областной Думы VI созыва (2015—2020) от избирательного округа № 8 — Шадринская 2 региональная группа (Шадринск, Шадринский район). Избран первым заместителем Председателя Курганской областной Думы, член комитета по аграрной политике и природным ресурсам, член комитета по бюджету, финансовой и налоговой политике.
В 2020 году отказался баллотироваться в депутаты по возрасту.

## Партийность
С 2008 года член Всероссийской политической партии «Единая Россия». Член Президиума Регионального политического совета Курганского регионального отделения Всероссийской политической партии «Единая Россия».

## Награды
- Орден Дружбы
- Почётное звание «Заслуженный работник сельского хозяйства Российской Федерации»
- Медаль «Совет Федерации ФС РФ. 20 лет»
- Медаль «Маршал Василий Чуйков» (МЧС России)
- Медаль имени Т.С. Мальцева «За вклад в развитие сельского хозяйства» (Ассоциация крестьянских (фермерских) хозяйств и сельскохозяйственных кооперативов России)
- Почетная грамота Министерства сельского хозяйства Российской Федерации
- Почетная грамота Губернатора Курганской области
- Почетная грамота Курганской областной Думы
- Благодарственное письмо Губернатора Курганской области
- Благодарственное письмо Курганской областной Думы
- Звание «Почетный гражданин Шадринского района», 23 января 2020 года, за большой личный вклад в социально – экономическое развитие Шадринского района[17].
- Премия имени Т. С. Мальцева (дважды)

## Семья
Женат. Есть дети.